# Альба, Карлос Фитц-Джеймс Стюарт
Карлос Фитц-Джеймс Стюарт и Мартинес де Ирухо (исп. Carlos Fitz-James Stuart y Martínez de Irujo; род. 2 октября 1948, Мадрид) — испанский аристократ и гранд, 19-й герцог Альба (c 20 ноября 2014 года), 14-й герцог Уэскар (с 23 апреля 1954 года).

## Биография
Родился 12 октября 1948 года в Мадриде. Старший сын Марии дель Росарио Каэтаны Альфонсы Виктории Евгении Франциски Фитц-Джеймс Стюарт и Сильва (1926—2014), 18-й герцогини Альба от первого брака с Луисом Мартинесом де Ирухо-и-Артаскоса (1919—1972), сыном Педро Мартинеса де Ирухо-и-Артаскоса (1882—1957), 9-го герцога Сотомайора, и Анны Марии де Артаскос (1892—1930).
С апреля 1954 года Карлос Фитц-Джеймс Стюарт носит титул 14-го герцога Уэскара.
Получил образование в Мадридском университете, где получил степень в области права. В настоящее время работает в качестве президента в нескольких учреждениях культуры, таких, как фонд Hispania Nostra и институт Валенсия-де-Дон.
После смерти матери стал 19-м герцогом Альба, унаследовав около 50 титулов и соответствующих им имений, среди них — огромные участки земли в провинции  Кордова, известные как El Carpio. 63-летний Фитц-Джеймс Стюарт работал вместе с матерью управляющим инвестициями семьи и компаниями, среди которых Inversiones Princesa, EUROTECNICA AGRARIA, Euroexplotaciones Agrarias, Agrotecsa, Agralsa и Castrofresno.
Покровитель Фонда дома Альба, является Кавалером Большого креста юстиции Священного военного Константина ордена Святого Георгия.

## Семья и дети
13 июня 1988 года в Севильском кафедральном соборе 40-летний герцог Уэскар женился на Матильде де Солис-Бомон и Мартинес-Кампос (род. 13 июня 1963), дочери Фернандо де Солис-Бомон, 10-го маркиза де Мотилла, и его жены Изабель Мартинес-Кампос, дочери герцога и герцогини Сео-де-Уржель. В браке у них родилось двое сыновей:
- Фернандо Луис Каэтано Иисус Фитц-Джеймс Стюарт и Солис, 15-й герцог де Уэскар, будущий герцог Альба (род. 14 сентября 1990, Мадрид) — получил в наследство дворец Дуэньяс, окончил Лондонский университет и получил звание бакалавра права. Сейчас в Мадриде изучает в колледже международных исследований управленческий маркетинг

- Карлос Артуро Хосе Мария Фитц-Джеймс Стюарт и Солис, 22-й граф де Осорно (род. 29 ноября 1991, Мадрид) — учится в Лондонском университете.

В 2004 году супруги развелись, и Матильда, вступив в новый брак, родила в нём ребёнка.
С 2004 года Карлос Фитц-Джеймс Стюарт поддерживает отношения с Алисией Копловиц (род. 1954), 7-й маркизой Бельявиста, миллиардершей, самой богатой женщиной Испании, которая числится в списке Forbes богатейших людей планеты.

## Награды
- Кавалер Большого креста юстиции Священного военного Константина ордена Святого Георгия
- Рыцарь Real Maestranza-де-Севилья.